# ラルナクス

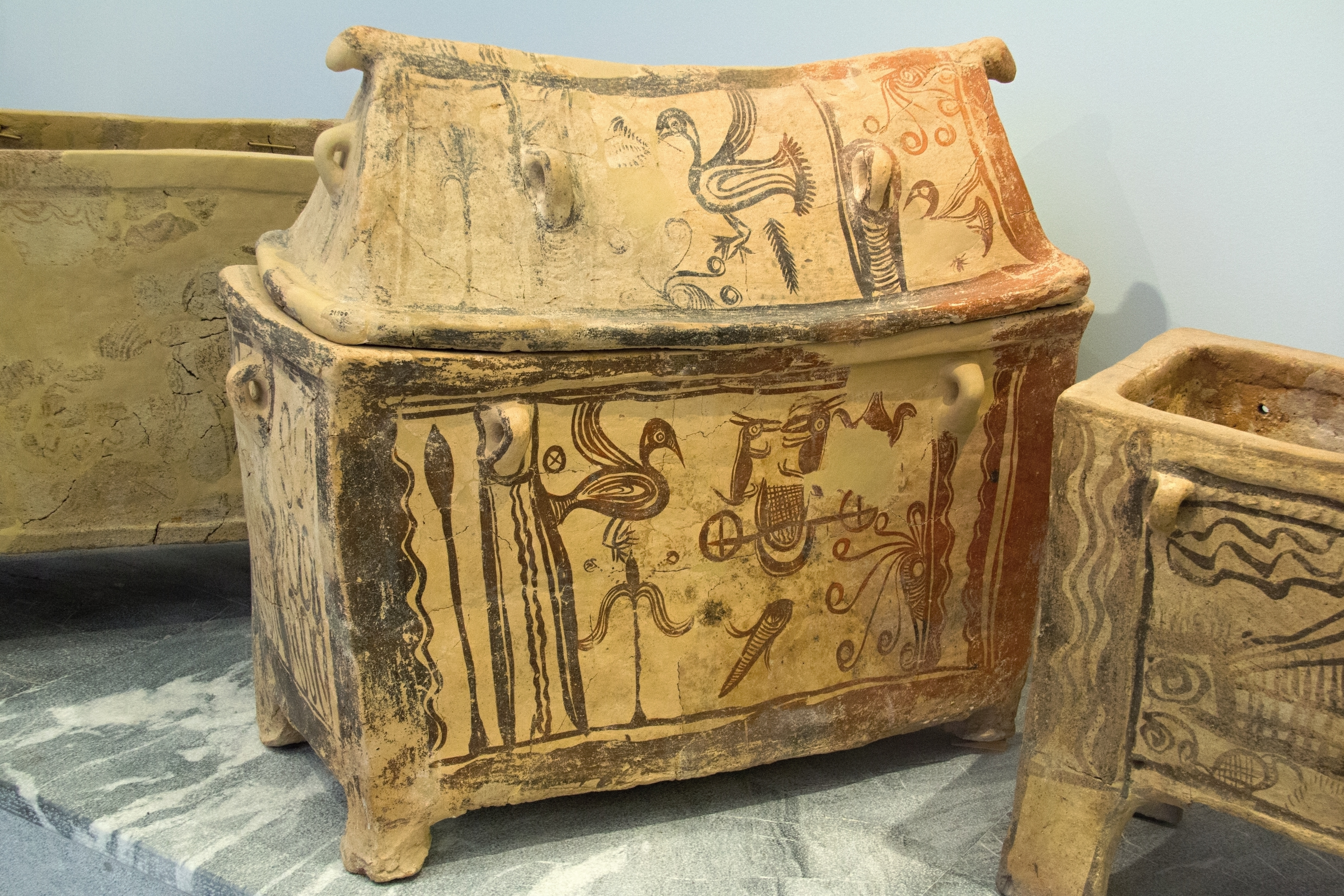

ラルナクス（古希: λάρναξ、larnax）とは、ミノア文明以降の古代ギリシアで用いられた、遺骨・遺灰を入れるための棺（骨箱）のこと。英語読みでラーナックスとも。
通常は粘土（テラコッタ）製だが、ヴェルギナの太陽で有名な黄金のラルナクスなども存在している。